# Synagoge (Bad Ems)

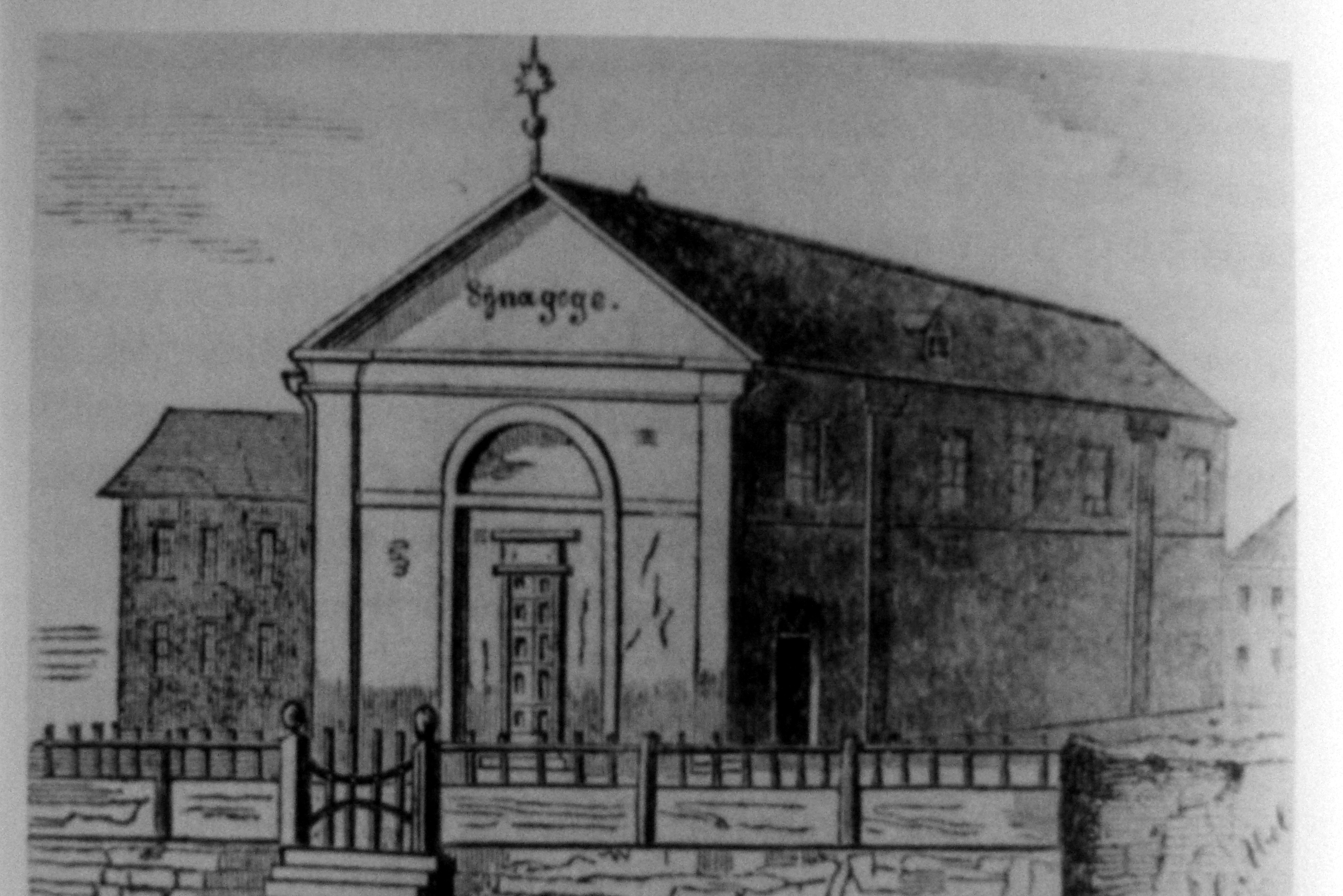
Synagoge in Bad Ems, vor 1860

Die Synagoge in Bad Ems, der Kreisstadt des Rhein-Lahn-Kreises in Rheinland-Pfalz, war eine Synagoge, die 1837 gebaut und während der Novemberpogrome 1938 verwüstet wurde. Die Synagoge stand in der Römerstraße 65.

## Geschichte
Die jüdische Gemeinde Bad Ems besaß bereits Anfang des 18. Jahrhunderts eine Synagoge oder eine Betstube. Im Jahr 1837 wurde eine neue Synagoge auf dem heutigen Grundstück Römerstraße 65 errichtet. Das Frankfurter Bankhaus Rothschild gab einen Zuschuss von 500 Gulden. Im Jahr 1887 wurde die Synagoge renoviert und erweitert, da dringend mehr Sitzplätze benötigt wurden.
Am 10. Novemberpogrom 1938 wurde die Synagoge von SA-Männern geschändet und die Inneneinrichtung zerstört. Im März 1939 ging das Gebäude in das Eigentum der Stadt über. Im Jahr 1953 kaufte ein Privatmann das Grundstück und ließ die ehemalige Synagoge abreißen, um ein Wohn- und Geschäftshaus zu errichten.

## Architektur
Die Synagoge in Bad Ems war ein etwa 18 Meter langer und 11 Meter breiter giebelständigen Saalbau. Die Eingangsfassade war durch Ecklisenen gerahmt und mit einem Bogenfries am Ortgang versehen. Das zweiflügelige Portal mit Kassettentür wurde von einem Rundbogen umschlossen, in dem ein Okulus eingelassen war. An den Traufseiten befanden sich kleine Rechteckfenster und in der vorderen Längsseite eine Tür, die wohl der Eingang zur Frauenempore war.